# Джослин, Лес
Лесли Рональд Джослин (англ. Leslie Ronald Joslin; род. 13 декабря 1947, Ярравилл, Мельбурн, Виктория) — австралийский крикетист.

## Биография

### Ранние годы
Родился 13 декабря 1947 года в Ярравилл, пригород Мельбурна, штат Виктория, Австралия.
Во время учёбы в местной средней школе Джослин стал на молодёжном уровне заниматься крикетом, выступая на чемпионатах среди школьников.

### Игровая карьера
На профессиональном уровне дебютировал в крикете в сезоне 1966/67 в составе команды «Виктория», вместе с которой выступал на протяжении шести лет.
Свой единственный международный тестовый матч в составе сборной Австралии Джослин провёл 26 января 1968 года против команды Индии.
В сезоне 1971/72 Джослин покинул «Викторию» и стал выступать на непрофессиональном уровне за любительские команды, а позднее на некоторое время присоединился к клубу «Фитцрой», в составе которой провёл сезон 1977/78, после чего завершил спортивную карьеру.